# مارومیاندرا (تولیارا دوم)
مارومیاندرا (به لاتین: Maromiandra) یک منطقهٔ مسکونی در ماداگاسکار است که در تولیارا دوم واقع شده‌است. مارومیاندرا ۸٬۰۰۰ نفر جمعیت دارد و ۲۳ متر بالاتر از سطح دریا واقع شده‌است.